# Anna Bergendahl
Anna Bergendahl, (født 11. december 1991 i Katrineholm), er en svensk sangerinde. Hun deltog i Idol 2008 hvor hun kom på en femteplads.
Hun vandt Melodifestivalen i 2010 med sangen "This Is My Life" og skulle dermed præsentere Sverige i Eurovision Song Contest 2010 i Oslo, men nåede ikke længere end til 2. semifinale. Det var dermed første gang siden 1976, at Sverige ikke deltog i finalen i Eurovision Song Contest.
"This Is My Life" har været nummer et på den svenske singlehitliste.